# Ectoedemia coscoja
Ectoedemia coscoja là một loài bướm đêm thuộc họ Nepticulidae. Nó là loài đặc hữu của Tây Ban Nha (Catalunya, Aragon, Andalusia).
Sải cánh dài 4.3-5.1 mm. Con trưởng thành bay từ tháng 6 đến tháng 7. Có thể có một lứa một năm.
Ấu trùng ăn Quercus coccifera. Chúng ăn lá nơi chúng làm tổ. 

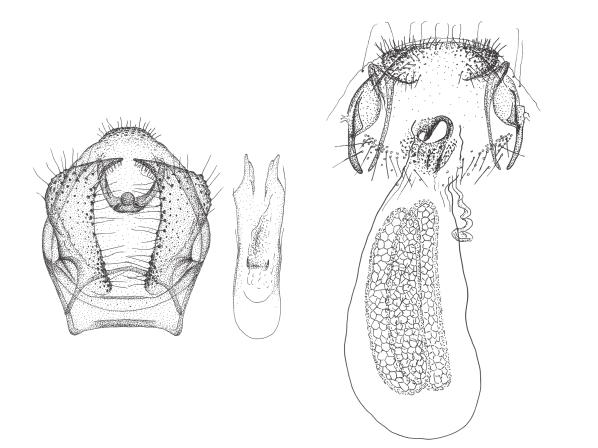
Genitalia, đực (trái), cái (phải)
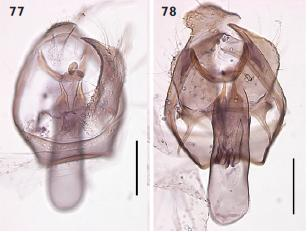
genitalia đực
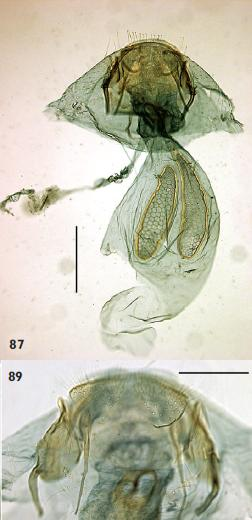
genitalia cái
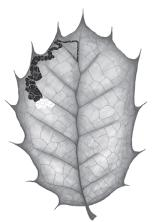
Leafmine